# Генрих I (король Англии)
Ге́нрих I, по прозвищу Бокле́рк (англ. Henry I Beauclerc; сентябрь 1068, Селби, Йоркшир, Англия — 1 декабря 1135, Лион-ла-Форе, Нормандия) — четвёртый (и самый младший) сын Вильгельма Завоевателя, первого правителя Англии из Нормандской династии, и Матильды Фландрской. Король Англии (1100—1135) и герцог Нормандии (1106—1135).
По легенде Генрих I отличался учёностью, за что получил своё прозвище (фр. Beauclerc — хорошо образованный). Правление Генриха I было отмечено восстановлением единства англонормандской монархии после победы над своим старшим братом Робертом Куртгёзом в 1106 году, а также целой серией административных и финансовых реформ, которые легли в основу государственной системы Англии эпохи высокого средневековья. В частности, была создана Палата шахматной доски, возникла традиция утверждения английскими монархами хартий вольностей, упорядочены местная администрация и судебная система.
Брак Генриха I с Матильдой Шотландской, потомком англосаксонских королей, стал важной вехой на пути сближения нормандской аристократии и англосаксонского населения страны, позднее приведшего к образованию английской нации.
Генрих I не оставил после себя законных наследников мужского пола, и после его смерти в Англии началась длительная гражданская война между его дочерью Матильдой и племянником Стефаном.

## Юность
Генрих был самым младшим сыном английского короля Вильгельма Завоевателя и Матильды Фландрской. Он родился в 1068 году в Селби  в Йоркшире, став таким образом единственным сыном Вильгельма I, рождённым в Англии после нормандского завоевания.
Своё имя юный принц получил в честь короля Франции Генриха I. Согласно обычаям того времени, Генриха, как самого младшего сына в семье, первоначально готовили к церковной карьере, чем, видимо объяснялось более тщательное образование, по сравнению с его старшими братьями Робертом и Вильгельмом. По свидетельству Вильяма Мальмсберийского, Генрих заявил однажды, что необразованный король подобен ослу в короне. Очевидно, что он был первым после завоевания королём Англии, владевшим англосаксонским языком. Тем не менее, точных данных об учителях Генриха и мест, где он получал образование, нет, поэтому, вероятно, восторги средневековых хронистов в отношении уровня образованности будущего короля были сильно преувеличенными.
Перед своей смертью в 1087 году Вильгельм Завоеватель разделил свои владения между двумя старшими сыновьями: Роберт Куртгёз получил Нормандию, а Вильгельм Руфус — Англию. Генриху же он завещал лишь 5 000 фунтов серебра, что сделало юного принца одним из наиболее богатых аристократов Англии.
Вскоре ему удалось за 3 000 фунтов приобрести у герцога Роберта полуостров Котантен и область Авранша. Это позволило Генриху сыграть важную роль в развернувшейся в 1090-х годах борьбе между старшими братьями за объединение наследственных владений Вильгельма Завоевателя.
В 1090 году Генрих поддержал герцога Роберта против Вильгельма Руфуса и участвовал в жестоком подавлении восстания горожан Руана, но уже в следующем году, когда английский король высадился в Нормандии, перешёл на сторону последнего. Вскоре, однако, Вильгельм и Роберт примирились и обратили свои силы против Генриха. Войска старших братьев вторглись в Котантен и изгнали оттуда Генриха. Покинутый всеми, он удалился в Вексен и несколько лет прожил там практически в нищете. По легенде, верны ему оставались только три человека: священник, рыцарь и оруженосец, уехавшие с ним.
Позднее Генриху удалось примириться с братьями и он вернулся в Англию. В 1094 году при поддержке Вильгельма Генрих вновь отвоевал значительную часть Котантена, несмотря на сопротивление других крупных нормандских баронов во главе с Робертом Беллемским.

## Характер
От своих предков из Нормандской династии Генрих унаследовал сильный характер. Но, кроме того, как и другие дети Вильгельма он был неприветливым, жестоким, скупым и распутным, что проявилось в многочисленных внебрачных связях короля. Хотя он владел англосаксонским языком и периодически заигрывал с коренным населением страны, Генрих, как и другие нормандские аристократы, питал отвращение к англосаксам, и, когда стал королём, не назначал их на административные и церковные должности. Однако из всех сыновей Вильгельма Завоевателя, лишь Генрих унаследовал государственные таланты отца, что обеспечило его правлению в Англии стабильность и позволило значительно повысить эффективность функционирования государственного аппарата.
Согласно Вильяму Мальмсберийскому,

Генрих был выше людей низкорослых, но уступал высоким; волосы черные, поредевшие ото лба, глаза с мягким блеском, мускулистая грудь, полное тело. Он любил шутить в подходящее к тому время, и многообразие дел не мешало ему быть приятным в обществе. Не стремясь к воинской славе, он говорил, подражая словам Сципиона Африканского: «Моя мать родила меня правителем, не солдатом». Если мог, добывал победу без кровопролития, если не мог иначе — то малой кровью. В еде не капризный, он скорее удовлетворял голод, чем пресыщался различной снедью; никогда не пил, но только утолял жажду, порицая малейшее уклонение от воздержанности как в себе самом, так и в других. Красноречием он обладал скорее случайным, нежели выработанным, не стремительным, но достаточно развитым.— 
Генрих I также очень любил экзотических животных. В Вудстоке был организован королевский зверинец, где, в частности, содержались львы, леопарды, рыси, верблюды и любимец короля — дикобраз, подаренный королю Гийомом де Монпелье. Как и у его предшественников, главным развлечением Генриха была охота. Территория королевского леса в период его правления существенно выросла, а наказания за незаконную охоту резко ужесточены, вплоть до смертной казни.

## Вступление на престол

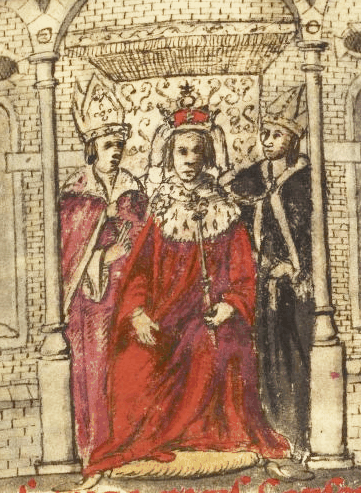
Коронация Генриха I

2 августа 1100 года Генрих вместе с некоторыми другими нормандскими аристократами участвовал в той охоте в лесу Нью-Форест, во время которой король Вильгельм II (Руфус) был неожиданно убит случайной стрелой. Существует версия, что убийство короля не было непреднамеренным, а являлось частью заговора группы баронов, во главе с Гилбертом Фитц-Ричардом, в котором мог участвовать и сам Генрих. Как бы то ни было, едва весть о смерти Вильгельма распространилась среди охотников, Генрих, бросив на земле труп брата, во весь опор поскакал в Винчестер и овладел королевской казной. На следующий день англонормандские бароны избрали его королём, несмотря на протесты сторонников старшего брата, герцога Роберта, возвращавшегося в это время из Первого крестового похода. Уже 5 августа Генрих был коронован королём Англии в Вестминстере.
В первые месяцы своего правления Генрих I провёл большую работу по легитимизации своей власти и завоевания доверия населения. Впервые в английской истории король при коронации подписал хартию вольностей, в которой осудил методы управления своего предшественника и пообещал руководствоваться исключительно принципами справедливости и заботы о подданных. Он немедленно обратился к Ансельму, изгнанному архиепископу Кентерберийскому, и пригласил его вернуться в страну, обещая удовлетворение его требований. Главный советник Вильгельма II Ранульф Фламбард был брошен в тюрьму. 11 ноября 1100 года Генрих I сочетался браком с Матильдой, дочерью короля Шотландии Малькольма III и Маргариты Святой, внучки англосаксонского короля Эдмунда Железнобокого. Это придало дополнительную прочность претензиям Генриха I на английский престол. Ему также удалось завоевать поддержку короля Франции, чей сын и наследник принял участие в первом заседании Большого королевского совета Генриха I.

## Завоевание Нормандии

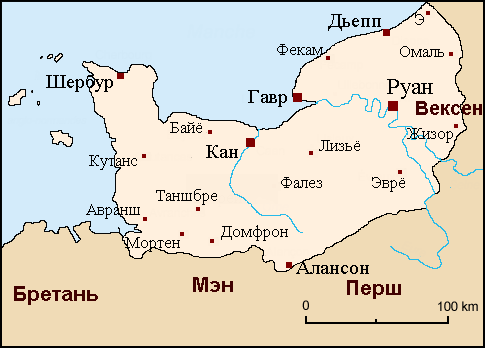
Нормандия к 1106 году

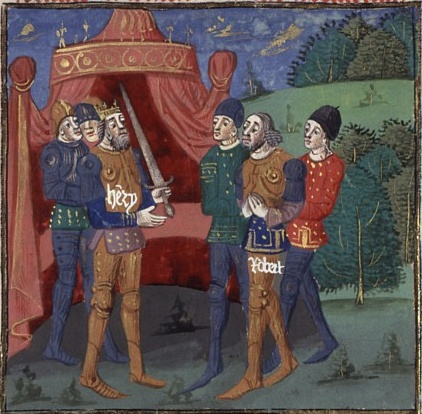
Генрих I и Роберт Куртгёз

В начале 1101 года, в Нормандию возвратился Роберт Куртгёз, окружённый ореолом славы тех подвигов, которые он совершил в крестовом походе. В то же время из Тауэра бежал Ранульф Фламбард, который присоединился к герцогу Роберту и начал готовить нормандское вторжение в Англию. В поддержку претензий Куртгёза на английский престол выступила часть английских баронов, в том числе Роберт Беллемский, граф Шрусбери, контролировавший значительную территорию на западе страны. Однако король действовал быстро: по всем графствам было разослано подтверждение коронационной хартии Генриха I и его клятвы о «добром правлении», король лично руководил подготовкой англосаксонского фирда, обучая крестьян методам сопротивления рыцарской коннице, и обеспечил себе поддержку духовенства во главе с архиепископом Ансельмом. Это принесло свои плоды: восстание 1101 года не приобрело того размаха, как мятеж Одо, епископа Байё, 1088 года, и большинство английских баронов сохранило верность королю. Хотя 21 июля 1101 года войска герцога Роберта неожиданно высадились в Портсмуте и вскоре захватили Винчестер, дальнейшее их продвижение было остановлено. В Алтоне братья заключили мирное соглашение: Роберт признавал Генриха королём Англии в обмен на выплату ежегодной пенсии в размере 3 000 марок и отказа Генриха от всех его земель в Нормандии, за исключением Домфрона. Король также гарантировал амнистию участникам восстания.
Однако как только угроза престолу Генриха I была устранена, обещание амнистии было забыто. В 1102 году король конфисковал земли и титулы Роберта Беллемского, главного сторонника Куртгёза в Англии, и захватил его замки. Бегство Роберта в Нормандию обеспечило королю предлог для возобновления войны со своим братом. Вторжение в Нормандию было хорошо подготовлено: Генрих I заключил договоры о союзе и военной помощи со всеми соседями Нормандского герцогства (королём Франции, графами Фландрии и Анжу, герцогом Бретани). В самой Нормандии значительное число баронов и городов склонялись к поддержке английского короля. Уже в 1104 году Генрих I предпринял первый поход в Нормандию, укрепив Домфрон, разместив английские гарнизоны в замках своих сторонников и вынудив герцога Роберта уступить ему графство Эврё. В начале 1105 года крупная английская армия высадилась в Котантене и вскоре подчинила весь полуостров, а также территорию Нижней Нормандии до Кана. В 1106 году англичане, поддержанные контингентами из Анжу, Фландрии и Бретани, осадили Таншбре, важную крепость к востоку от Авранша. Для снятия блокады прибыл сам герцог Роберт, который, несмотря на численное преимущество противника, решил дать генеральное сражение. Битва при Таншбре 28 сентября 1106 года завершилось полной победой Генриха I. Нормандцы были разбиты, а герцог Роберт попал в плен. В результате Нормандия была завоёвана и единство англонормандской монархии времён Вильгельма Завоевателя восстановлено.

## Правление Генриха I

### Политика в Нормандии
Завоевав Нормандию, Генрих I достаточно быстро восстановил государственную администрацию, существовавшую во времена Вильгельма Завоевателя. Земли и замки, розданные Робертом Куртгёзом нормандским баронам, были возвращены в герцогский домен. Самовластию баронов и междоусобицам пришёл конец: король жестоко наказывал любых нарушителей общественного спокойствия. Крепости, незаконно сооружённые местными феодалами, были разрушены. Центральная власть в герцогстве резко усилилась, а упорядочение фискальной и судебной систем позволило значительно повысить финансовые поступления от Нормандии в государственную казну. Главной проблемой, тем не менее, оставалась лояльность местной аристократии. Хотя герцог Роберт до своей смерти в 1134 году находился под арестом в Англии, его сын Вильгельм Клитон был на свободе и не оставлял претензий на престол Нормандии. Это не позволяло Генриху I надолго покидать герцогство и ослаблять свой контроль над нормандскими баронами, некоторые из которых открыто поддерживали Клитона (Роберт Беллемский, Амори де Монфор). Более половины из двадцати девяти лет, прошедших после битвы при Таншбре до смерти Генриха I, король провёл в Нормандии. Во время его отсутствия управление герцогством обычно осуществлял ведущий советник короля по нормандским делам Жан, епископ Лизьё.

### Политика в Англии

Монархия Генриха I
Прочие зависимые территории

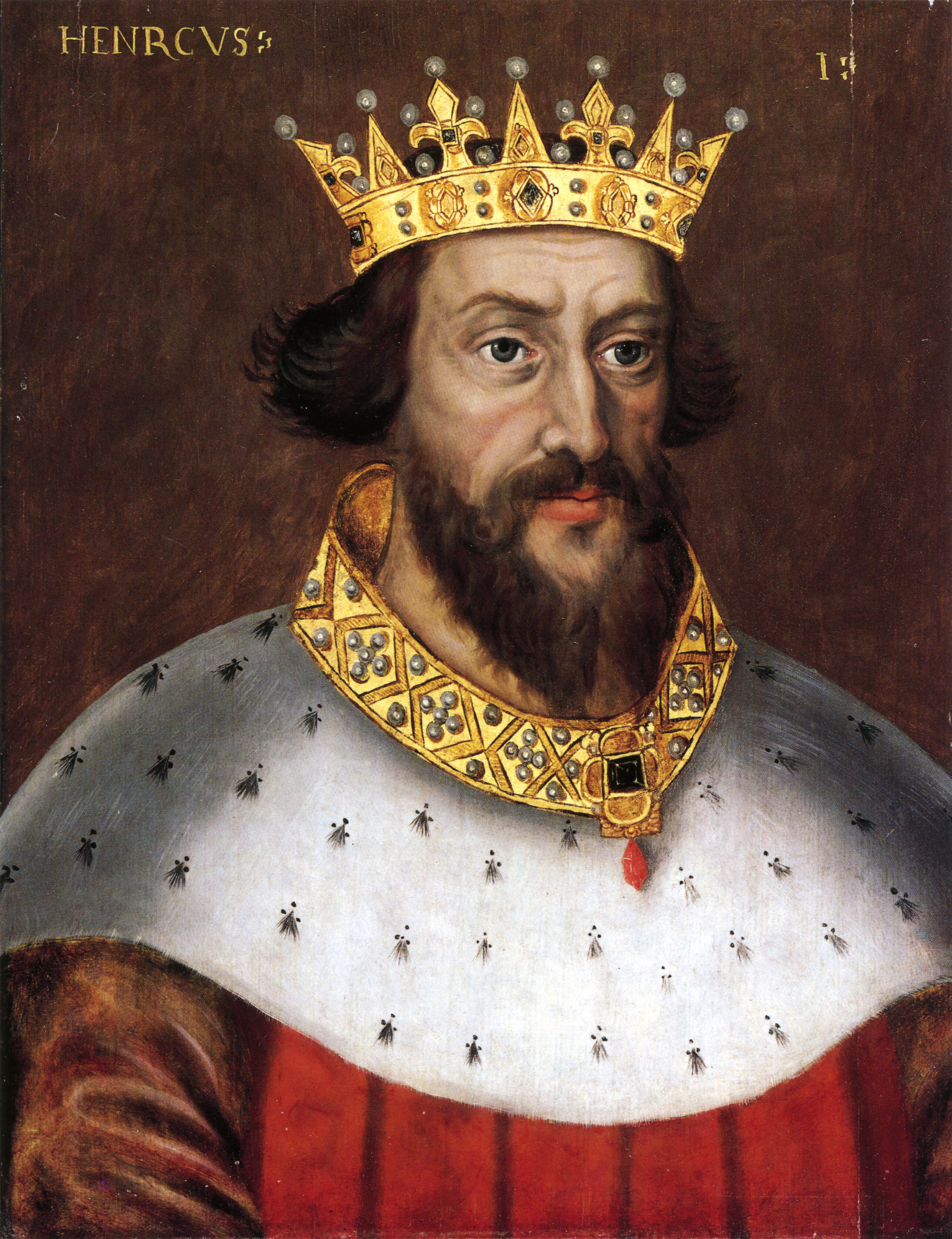
Король Генрих I

Правление Генриха I в Англии характеризовалось значительным укреплением королевской власти и важными реформами, направленными на создание централизованного административного аппарата. Королевская курия приобрела более чёткую структуру, была создана система оплаты для высших государственных должностей. Привлечение среднего и мелкого рыцарства на службу при дворе способствовало зарождению в Англии чиновничества. Функции отдельных подразделений курии стали более специализированными. Главным нововведением в административной сфере стало учреждение Палаты шахматной доски — высшего органа финансового управления и суда. Шерифы графств перестали представлять интересы местных баронов и превратились в королевских чиновников, руководящих исполнением королевской воли на местах, собирающих государственные доходы и регулярно отчитывающихся перед Палатой шахматной доски и самим королём. Генрих I предписал также проводить заседания судов графств и сотен в тех же местах и с той же периодичностью, как и во времена Эдуарда Исповедника. Хотя король практически не издавал новых законов и сохранял правовую систему англосаксонского периода, его постоянное личное участие в отправлении правосудия и строгий надзор за работой королевских чиновников на местах способствовали упорядочению судебной системы и внедрению более эффективных форм судопроизводства, в частности было расширено применение суда присяжных, а использование таких архаичных институтов, как ордалии и судебные поединки, сократилось. Для финансирования государственных расходов король стал активно прибегать к взиманию щитового сбора, средства от которого в значительной степени шли на содержание наёмных отрядов для ведения войн во Франции. Ведущим советником Генриха I и инициатором многих его административных мероприятий был Роджер, епископ Солсбери, канцлер и верховный судья Англии, неоднократно замещавший короля во время его отсутствия в стране.
В сфере конституционного права Генрих I дал начало обычаю английских королей подписывать при своей коронации хартии вольностей, в которых монархи обещали справедливое правление и брали на себя обязательства по защите прав и интересов различных групп населения. Хартия вольностей Генриха I была утверждена в 1101 году, когда его позиции на престоле были достаточно шаткими, и король пытался обеспечить себе поддержку англонормандской аристократии и духовенства. Позднее, когда власть Генриха укрепилась, он стал игнорировать обещания, данные при коронации, и злоупотреблять такими королевскими прерогативами, как взыскание рельефов и платежей при выдаче дочерей баронов замуж, право опеки и удержание доходов с вакантных церковных бенефициев. Тем не менее, хартия вольностей Генриха I сыграла большую роль в процессе формирования механизмов ограничения королевской власти и легла в основу Великой хартии вольностей 1215 года.
Генрих I активно поощрял развитие городов и городского самоуправления в Англии. При нём начался выкуп крупнейшими городами страны прав самостоятельного сбора налогов и уплаты их непосредственно в королевское казначейство — первые шаги на пути завоевания английскими городами внутренней автономии. Особенно большое значение имела хартия Генриха I Лондону, которая помимо освобождения горожан от уплаты «датских денег», торговых и таможенных пошлин, предоставила право избрания собственного шерифа и верховного судьи. Король также поддерживал развитие торговли, ремесла и путей сообщения в стране, даруя различные привилегии городам и купеческим гильдиям и утверждая уставы первых английских ремесленных цехов.

### Церковная политика

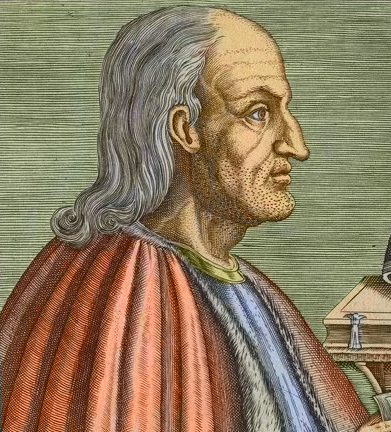
Ансельм,
архиепископ Кентерберийский

Одним из первых мероприятий Генриха I после его коронации стало обращение к архиепископу Ансельму, изгнанному в период правления Вильгельма II, с просьбой вернуться в Англию. Однако когда последний прибыл в Англию, он отказался принять от короля инвеституру на земельные владения Кентерберийского архиепископства, заявив о недопустимости вмешательства светской власти в дела церкви. Генрих I, со своей стороны, также не желал отказываться от древней прерогативы английских королей инвестировать епископов и аббатов до их рукоположения. В результате на территорию Англии была перенесена борьба за инвеституру, уже разгоревшаяся в Германии и Франции. Попытка достичь компромисса между королём и архиепископом не удалась из-за резкой позиции папы Пасхалия II, ярого сторонника григорианской реформы. В 1103 году Ансельм, не имея возможности исполнять обязанности архиепископа без согласия короля, вновь покинул Англию. Кризис достиг кульминации в 1105 году, когда папа отлучил от церкви английских епископов, принявших инвеституру от короля, а Ансельм пригрозил отлучением самому Генриху I. Это заставило короля смягчить свою позицию, и в 1107 году стороны пришли к соглашению. Генрих I отказался от права инвестировать прелатов кольцом и посохом и признал свободу выборов епископов, а Ансельм утвердил священнослужителей, получивших инвеституру от Генриха I, и признал право короля требовать от избранных епископов и аббатов оммажа до их рукоположения.
Условия соглашения 1107 года были благоприятны для королевской власти, которая сохранила рычаги влияния на процесс избрания епископов и аббатов. После смерти Ансельма в 1109 году Генрих I вернулся к той политике в отношении церкви, которую проводил Вильгельм II: епископские кафедры подолгу оставались вакантными, что позволяло королю изымать церковные доходы в государственную казну; возобновилась практика взимания рельефа при вступлении епископов и аббатов во владение своими землями, осуждённая церковью как грех симонии; женатые священнослужители сохраняли свои посты при условии уплаты штрафа королю. Сношения духовенства с Римом были поставлены под контроль короля, а папа был фактически лишён контроля над английской церковью. Тем не менее, отношения с папским престолом оставались достаточно доброжелательными, особенно в период понтификата Каликста II, приходившегося троюродным братом Генриху I: папа выступил на стороне Англии в её конфликтах с Францией и Анжуйским графством и подтвердил право английских королей санкционировать отправку папских легатов в Англию.
В правление Генриха I в стране началось возрождение монашеского движения, находившегося в упадке со времён нормандского завоевания. Король поощрял основания монастырей, особенно цистерцианских, а также больниц для бедных и лепрозориев. Сам Генрих I заложил Редингское аббатство, в котором после своей смерти и был похоронен.

### Внешняя политика

#### Франция

Северная Франция к 1135 году
владения Генриха I, короля Англии
домен короля Франции
владения графов Анжуйских
владения графов Блуа и Шампани

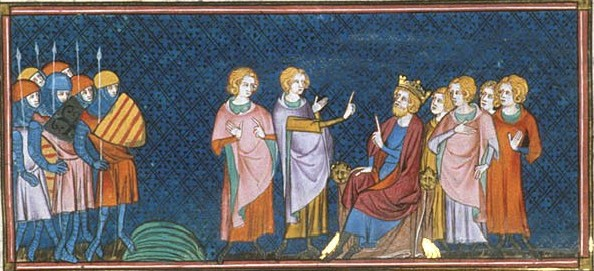
Генрих I принимает французских посланников около Жизора

Резкое усиление Английского королевства после присоединения Нормандии в 1106 году привело к формированию против Генриха I мощной коалиции на континенте, во главе которой встал французский король Людовик VI, который впервые после долгого периода ослабления королевской власти во Франции развернул программу территориальной экспансии. Враждебно по отношению к Генриху I были настроены графы Фландрии и Анжу. В 1110 году Фульк V Анжуйский унаследовал графство Мэн, которое считалось вассальным по отношению к Нормандскому герцогству, однако отказался принести оммаж Генриху I. Противники английского короля находили также поддержку у части нормандских баронов, недовольных жёсткими методами правления Генриха. Единственным верным союзником короля на континенте был Тибо II, граф Блуа, сын сестры английского короля и непримиримый враг короля Франции.
Бо́льшая часть правления Генриха I в Нормандии прошла в постоянных войнах с соседями. Первая война (1111—1113) завершилась достаточно удачно: граф Фландрии в 1111 году был убит; Роберт Беллемский, лидер нормандской оппозиции, в 1112 попал в плен; английские войска захватили Алансон, а Фульк Анжуйский был вынужден принести оммаж Генриху I за Мэн. Король Франции остался в изоляции и предложил Генриху I разрешить конфликт в личном поединке, который, по легенде, состоялся в районе Жизора. В результате в 1113 году Людовик VI признал власть Генриха I не только в Нормандии, но и его сюзеренитет над Мэном и Бретанью. Однако уже в 1116 году вспыхнула новая война. Хотя на полях сражений англичане потерпели ряд поражений, Генриху I удалось путём дипломатии внести раскол в ряды своих противников. В 1119 году было заключено мирное соглашение с Анжу, закреплённое браком дочери Фулька V Матильды и сына и наследника Генриха I Вильгельма. В августе 1119 года войска короля Франции были разбиты в сражении при Бремюле. Причём, сражение длилось недолго и было практически бескровным. По свидетельству Ордерика Виталия, в битве при Бремюле было убито всего три рыцаря. Вскоре при посредничестве папы римского Генрих I и Людовик VI примирились, при этом последний согласился отказаться от поддержки претензий Вильгельма Клитона на престол Нормандии.
После гибели в 1120 году единственного законного сына Генриха, Вильгельм Клитон оказался наследником английской короны. Этим воспользовались Фульк V Анжуйский и Людовик VI. В 1123 году в Нормандии вспыхнуло восстание в поддержку Клитона, поддержанное анжуйцами и французским королём. Однако эффективные действия Генриха I, захватившего лидеров мятежа, позволили быстро подавить выступление. Силы Людовика VI тем временем оказались связанными атакой на восточные границы Франции императора Генриха V, союзника и зятя английского короля. Положение осложнилось в 1127 году, когда французский король передал Вильгельму Клитону замки на нормандской границе и сделал его графом Фландрии. Лишь неожиданная смерть Вильгельма в 1128 году сняла угрозу владениям Генриха I на континенте и окончательно закрепила Нормандию за английским королём.
Свои внешнеполитические успехи Генрих закрепил в том же году, выдав замуж свою дочь и наследницу Матильду за Жоффруа Анжуйского, оторвав тем самым Анжу от союза с королём Франции. К концу своего правления позиции Генриха I в Нормандии были необычайно прочны, экспансия Франции остановлена, а внешняя угроза англонормандской монархии ликвидирована.

#### Германия
К правлению Генриха I относится важное внешнеполитическое достижение — установление дружественных отношений с Германией, которые в дальнейшем стали одним из краеугольных камней английской политики. В 1109 году дочь Генриха I Матильда была обручена с императором Священной Римской империи Генрихом V. По достижении Матильдой совершеннолетия, 7 января 1114 года в Майнце состоялась их свадьба. Последствием этого брака стало тесное сотрудничество двух государств на международной арене, выразившееся в частности в совместных военных операциях против Франции в 1124 году. Развитием политики сближения с Германией стала женитьба Генриха I после смерти его первой супруги на Аделизе Лувенской, дочери Годфрида Бородатого, герцога Нижней Лотарингии и первого ландграфа Брабанта, доминировавшего в имперской части Нидерландов. Этот брак заложил основы тесного экономического и политического сотрудничества и союза Англии и Брабанта, просуществовавшего на протяжении всего средневековья.

#### Шотландия
С Шотландией Генрих I также поддерживал дружественные отношения. Занятый проблемами на континенте, король не стремился подчинить Шотландию и заботился лишь о безопасности своих северных границ. Именно в этот период началось активное проникновение англонормандского влияния в Шотландию: в 1100 году Генрих женился на Матильде, дочери шотландского короля Малькольма III; её братья, короли Александр I и Давид I, обучались в Англии и также взяли себе в жёны представительниц английской аристократии. По всей видимости, оба они приносили оммаж Генриху I за владения в Англии. Особенно ускорился процесс англизации Шотландии в период правления Давида I (1124—1153), который привлёк в свою страну большое количество англонормандских рыцарей, наделив их землями, и начал преобразование государственной и социальной системы Шотландии по английскому феодальному образцу. К середине XII века английский язык стал господствующим в Лотиане и других равнинных регионах южной Шотландии. Сам Давид I был воспитан в англонормандской культурной традиции, участвовал в войнах Генриха I в Нормандии, а по праву своей жены владел обширными земельными владениями в Англии и титулом графа Хантингдона. Он одним из первых в 1127 году признал наследницей английского престола дочь Генриха I Матильду и после смерти Генриха стал наиболее верным её сторонником в борьбе за корону Англии.

#### Уэльс
См. также: Нормандская экспансия в Уэльсе.
К началу правления Генриха I англонормандские бароны, глубоко продвинувшиеся на территорию Уэльса в 1080-х годах, были отброшены к прежним границам в результате восстания 1094 года. Попытка короля восстановить позиции в Северном Уэльсе и предпринятая для этого экспедиция в Гвинед в 1114 году провалилась: валлийцы избегали сражений и Генриху I не удалось достичь ничего, кроме признания Грифидом ап Кинаном, королём Гвинеда, номинального сюзеренитета Англии. После ухода армии Генриха нормандцы были вытеснены за Клуид. В Среднем Уэльсе падение Роберта Беллемского, графа Шрусбери, в 1102 году, также резко ослабило английское влияние, что привело к возрождению могущества валлийского королевства Поуис. Однако авантюры Оуайна ап Кадугана привели к конфронтации с королём Англии, в результате чего к 1116 года территория и влияние Поуиса сильно сократились, а его правители фактически утратили независимость.
В Южном Уэльсе правление Генриха I было периодом консолидации англонормандской власти. Южная оконечность Пембрукшира была колонизована фламандцами, практически вытеснившими отсюда коренное население. Кередигион в 1110 году перешёл под власть Гилберта де Клера; Брекнок стал владением Миля Глостерского, лорда-констебля Англии; Гламорган был завоёван Робертом Фитц-Хэмоном, а после его смерти был пожалован королём своему незаконному сыну Роберту. Нормандские феодалы утвердились и в других областях Южного Уэльса, а территория, сохранявшаяся под контролем местных князей, сократилась до нескольких кантревов. К 1135 году южная часть Уэльса фактически превратилась в английскую провинцию. Однако власть нормандцев всё ещё оставалась непрочной: сразу после смерти Генриха I вспыхнуло массовое восстание валлийцев, приведшее к восстановлению королевства Дехейбарт.

## Проблема наследования и смерть

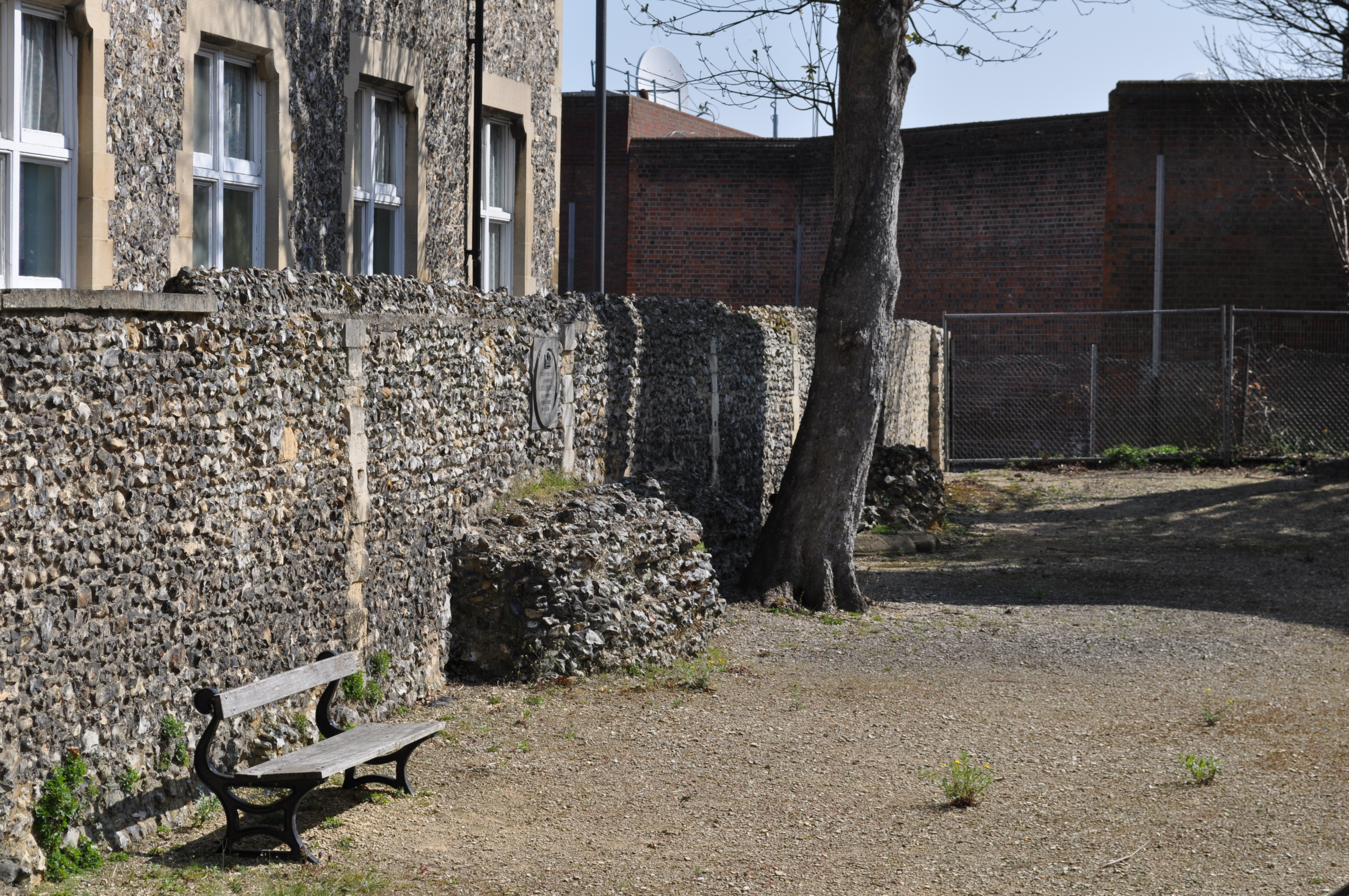
Предположительное место захоронения Генриха I в Редингском аббатстве

От брака с Матильдой Шотландской Генрих I имел двух детей: дочь Матильду и сына Вильгельма. Вильгельм был признан наследником Англии и Нормандии, однако 25 ноября 1120 года «Белый корабль», на котором Вильгельм возвращался в Англию, потерпел крушение и все находившиеся на борту погибли. Это резко обострило династическую проблему: единственным потомком Вильгельма Завоевателя по мужской линии остался Вильгельм Клитон, сын находившегося в тюрьме нормандского герцога Роберта Куртгёза и главный противник Генриха I на континенте. Отсутствие законных сыновей заставило Генриха в 1121 году жениться во второй раз, однако брак с Аделизой Лувенской оказался бездетным. Король приблизил к себе Стефана Блуаского, сына своей сестры Аделы Нормандской, которому предполагал передать престол в случае смерти короля. Но в 1125 году скончался император Генрих V, муж дочери Генриха I Матильды, и она получила возможность вернуться в Англию. Уже в 1127 году Генрих объявил Матильду своей наследницей и заставил англонормандских баронов принести ей клятву верности. В следующем году Матильда вышла замуж за Жоффруа Плантагенета, правителя и наследника Анжуйского графства, от которого в 1133 году родился сын Генрих. Это, казалось, решило вопрос наследования Англии. Однако значительная часть англонормандской аристократии с недовольством относилась к передаче престола женщине и перспективе воцарения в стране Анжуйской династии.

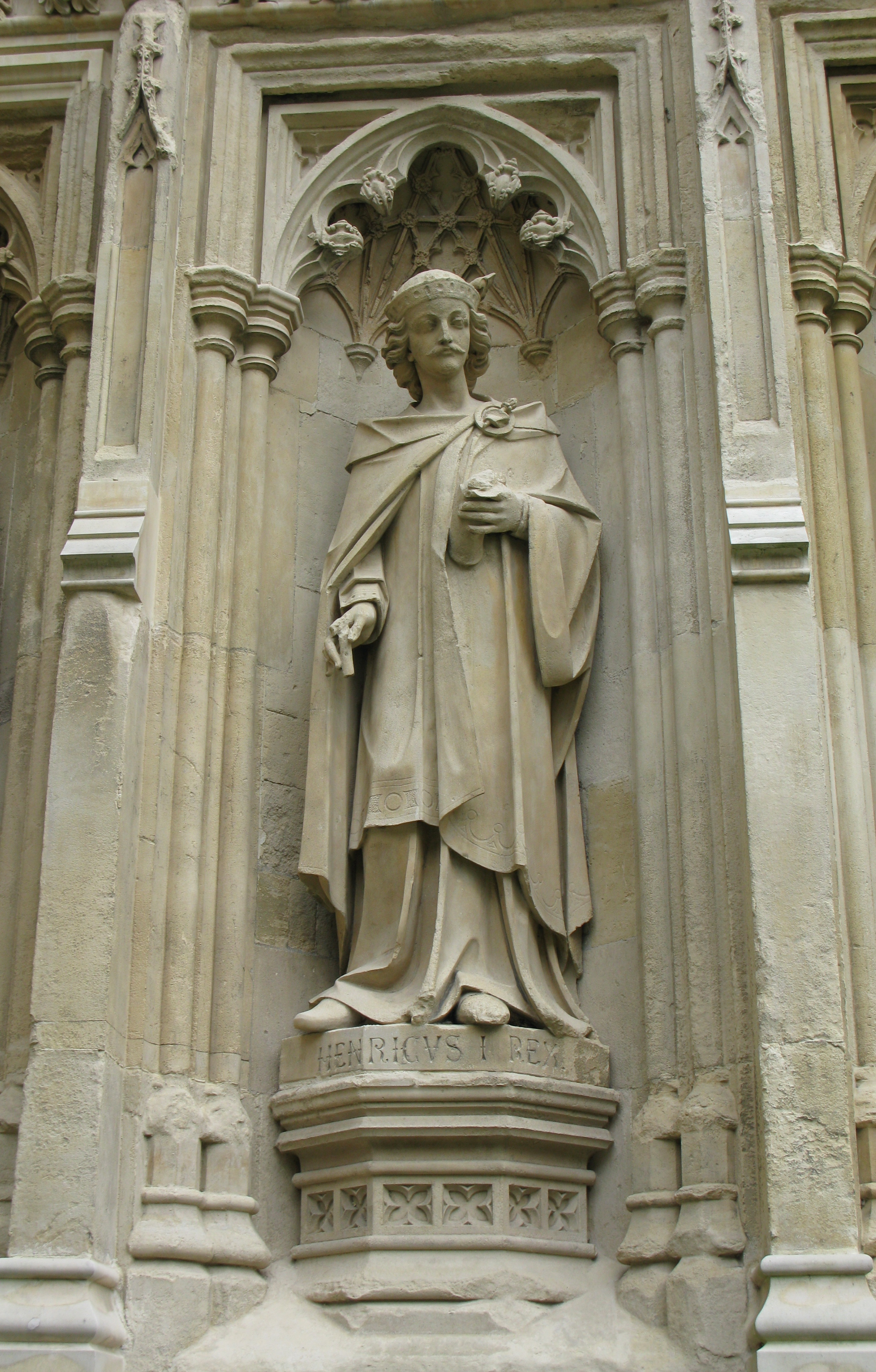
Памятник Генриху I в Вестминстере.

В августе 1133 году Генрих I отправился в Нормандию. Последние годы жизни он провёл здесь со своим внуком, не имея возможности вернуться в Англию из-за волнений местных баронов, инспирированных Жоффруа Плантагенетом и Матильдой. 25 ноября 1135 года в Лион-ла-Форе, недалеко от Руана, король неожиданно заболел, предположительно отравившись миногами. 1 декабря Генрих I скончался. Его тело было перевезено в Англию и захоронено в основанном королём Редингском аббатстве.
Во время Реформации XVI века аббатство было разрушено и точное место захоронения короля долгое время было неизвестно. В 2016 году британские археологи заявили, что обнаружили с помощью георадара предполагаемую могилу короля Генриха I. По сообщению британской телерадиокомпании BBC, захоронение расположено под автостоянкой на территории закрывшейся в 2013 году Редингской тюрьмы, которая раньше принадлежала одноимённому монастырю. Было получено разрешение британского Министерства юстиции, на основании которого планируется начать раскопки осенью 2016 года.
Хотя в течение своего правления Генриху I удалось значительно укрепить центральную власть в стране, отразить внешние угрозы и подавить выступления внутренней оппозиции, в стратегическом плане его достижения были невелики. По-прежнему сохранялась враждебность соседних государств, прежде всего Франции и Анжуйского графства, а высокий уровень централизации привёл к росту недовольства англонормандской аристократии, главной опоры монархии.
Сразу после смерти Генриха I бароны отказались исполнять клятву верности, данную его дочери Матильде, и, рассчитывая восстановить своё влияние в стране, избрали королём Стефана Блуаского. Это стало началом гражданской войны и анархии в Англии, растянувшихся почти на два десятилетия. Лишь в 1154 году, со вступлением на престол сына Матильды Генриха II, конфликт был разрешён, а в стране воцарилась династия Плантагенетов.

## Дети
По признанию современных ему хронистов, Генрих I отличался особенным сладострастием. Помимо двух законных жён, он имел множество любовниц, а по количеству незаконнорождённых детей Генрих I считается рекордсменом среди всех английских королей: у него их было, по разным подсчётам, от 20 до 25. Зачастую установить материнство детей короля не представляется возможным. В законном браке с Матильдой Шотландской рождены были всего двое:
- Матильда (1102—1167), будущая королева Англии (1141), первым браком (1114) замужем за Генрихом V, императором Священной Римской империи, вторым браком (1128) замужем за Жоффруа Плантагенетом, графом Анжуйским; и
- Вильгельм (1103—1120), погибший в кораблекрушении у берегов Нормандии.

От второго брака с Аделизой Лувенской Генрих I детей не имел. Среди многочисленных любовниц короля выделялись Нест, дочь Риса ап Теудура, короля Дехейбарта, за свою красоту прозванная «валлийской Еленой», и Изабелла де Бомон, дочь Роберта де Бомона, 1-го графа Лестера. Наиболее известными из побочных детей Генриха I были:
- Роберт Глостерский (ум. 1147), один из крупнейших английских магнатов и лидер партии сторонников императрицы Матильды;
- Матильда Фицрой (ум. 1120), жена Ротру III дю Перша, погибла вместе с Вильгельмом в кораблекрушении у берегов Нормандии;
- Мод/Матильда Фиц-Рой, жена Конана III, герцога Бретани;
- Сибилла Нормандская (1092—1122), жена Александра I, короля Шотландии;
- Реджинальд Данстанвильский (ум. 1175), 1-й граф Корнуолл, сторонник императрицы Матильды.

Полный перечень побочных детей короля Генриха I см. на сайте Genealogy.eu